# 排尿後尿滴下
排尿後尿滴下(はいにょうごにょうてきか)とは、排尿後に、尿がでること。

## 概要
- 中高齢者以上の男性に見られる症状で、いわゆる尿のキレが悪い、というもの。PMD有病率は、40歳代 13.6%,50歳代 39.0%, 60歳代 44.2%, 70歳代 41.2%と50代以降で多くみられる[1]。
- 尿道に残っていた尿が少量漏れるもの。
- 尿道周囲の筋肉「球海綿体筋」の収縮力が弱まり生ずる。

## 内容
- 急性膀胱炎、前立腺肥大症等の疑いもあるので、泌尿器科の受診が推奨される。

## 治療
- 薬物療法では、前立腺肥大症の薬剤で効果が見られることがある。
- 理学療法には「尿道ミルキング」と「骨盤底筋体操（ケーゲル体操）」がある。排尿後尿滴下のある男性に対し、骨盤底筋体操(ケーゲル体操)、尿道ミルキング、カウンセリングを受けてもらったところ、骨盤底筋体操群と尿道ミルキング群で症状が改善したことが報告されている[2]。

1. 尿道ミルキング(urethral milking)
尿道ミルキングとは、球部尿道を圧迫して尿をしぼり出すこと。会陰部から圧迫を始め前方へ移動し、陰嚢中央部を通過し、陰茎の根元までを圧迫しながらこする。
2. 骨盤底筋体操(pelvic floor exercise)
肛門に力を入れると球海綿体筋も収縮することを利用し、球海綿体筋の筋力を回復させる。3秒間、肛門を閉めることを20回で１セットとし、毎日3～4セット行う。
詳細は、ケーゲル体操を参照。